# Phytodietus bredoi
Phytodietus bredoi är en stekelart som först beskrevs av Pierre L. G. Benoit 1953.  Phytodietus bredoi ingår i släktet Phytodietus och familjen brokparasitsteklar. Inga underarter finns listade i Catalogue of Life.